# Townsendia gypsophila
Townsendia gypsophila là một loài thực vật có hoa trong họ Cúc. Loài này được Lowrey & P.J.Knight miêu tả khoa học đầu tiên năm 1994.